# Flowcode
 (juin 2025).
Flowcode est un environnement de développement fonctionnant sous Microsoft Windows, commercialisé par la société Matrix TSL, destiné à la programmation de dispositifs embarqués basés sur les technologies PIC, AVR (y compris Arduino), ESP32, Raspberry Pi (y compris le RP2040) et ARM. Flowcode utilise à la fois des styles de programmation graphiques (comme les organigrammes) et des styles de programmation impératifs (via le langage C, les machines à états et le pseudocode). Le logiciel en est actuellement à sa dixième version.
Flowcode vise à simplifier la mise en œuvre de fonctionnalités complexes telles que le Bluetooth, les communications mobiles (GSM), ou les communications USB, en utilisant des bibliothèques de composants dédiés pré-développés et open source. Cela se traduit par le glissement d'éléments matériels virtuels sur un panneau visuel, donnant accès aux bibliothèques associées. Flowcode permet ainsi d’accélérer le développement logiciel et de rendre la programmation accessible aux débutants, ce qui le rend particulièrement adapté à l’enseignement des principes de programmation des microcontrôleurs.
Flowcode permet à l'utilisateur de développer et de visualiser un programme selon quatre modes de représentation : la vue organigramme (Flowchart), la vue blocs (Blocks), inspirée de Blockly, la vue en code C, et la vue pseudocode. Il existe également une cinquième méthode basée sur une machine à états.
Un mode nommé « App Developer » permet également de créer des applications Windows sous forme d’exécutables. Ce mode permet de concevoir des applications servant à tester ou interagir avec un système embarqué.
Flowcode est aussi compatible avec SolidWorks.